# Los Pelotas
Los Pelotas fue uno de los primeros clubes de España dedicados a la práctica de juegos de rol. Con sede en Bilbao y fundado en 1987 su actividad se desarrolló hasta 1989. El club Los Pelotas se ocupó además de la autoedición de publicaciones propias así como de la colaboración en revistas y fanzines ajenos. 

## Socios fundadores
Los Pelotas fue fundado por Álex de la Iglesia, Pedro Hilario, Biaffra y Joaquín Ágreda, quienes también formaban parte del colectivo de artistas del cómic conocido como Producciones NO (Burdinjaun; La Vaca Multicolor; Trokola; NO, el Fanzine Maldito). Los Pelotas se presentó en 1987 en una carta que envió a los pocos clubes ya existentes en ese año. La revista Líder mencionó esta presentación oficial en el número uno de su tercera época, correspondiente a noviembre de 1987. El club estuvo abierto a cuantos aficionados al rol estuviesen dispuestos a aportar la cuota para el mantenimiento de la sede social, un despacho en un edificio de oficinas situado en una céntrica calle bilbaína. Los miembros abonados fueron numerosos, de hecho la cuota financiaba en buena parte el estudio que servía de base a Producciones NO. La dedicación al cómic de los fundadores del club se plasma en la edición de varios módulos de aventuras no oficiales para La llamada de Cthulhu y Dungeons & Dragons, profusamente ilustrados. El club fue disuelto a finales de 1989, coincidiendo con el fin de las actividades profesionales del estudio artístico.

## Juegos
En la organización de las partidas del club se les dio la preferencia a juegos como La llamada de Cthulhu, el fundacional Dungeons & Dragons (fundacional por ser el primer juego de rol publicado en España) y James Bond 007, aunque no se excluyeron partidas de otros juegos de la época (Advanced Dungeons & Dragons, Traveller, La Guerra de las Galaxias, Paranoia etc.).

## Publicaciones del club
Los Pelotas publicó algunos artículos de rol en las revistas principales de su época, Líder y Troll. Para esta última Álex de la Iglesia llegó incluso a ilustrar una portada, la del número 12. Los Pelotas También autopublicó y comercializó varios módulos no oficiales de juegos y complementos de juego:
- La Noche del Demonio (módulo de una campaña para La llamada de Cthulhu, por Álex de la Iglesia y Joaquín Ágreda, basado en la película Night of the Demon,[13] de Jacques Tourneur. Ilustrado con planos, mapas y fotografías de la película).
- El Ámbar Rojo (continuación de la campaña anterior, por el mismo equipo).
- Comedia Infernal[14] (diseñado por Álex de la Iglesia y Joaquín Ágreda, con ilustraciones de Alex, Ágreda y Pedro Hilario).
- Cartas de armas y equipamiento para Dungeons & Dragons (pack de tarjetas para simplificar las partidas, con dibujos y datos para el juego de elementos del equipo del perfecto aventurero, por Álex de la Iglesia).